# International Hockey League (1945-2001)
L'International Hockey League (IHL) è stata una lega minore professionistica di hockey su ghiaccio che ha operato negli Stati Uniti e in Canada dal 1945 al 2001. Nel corso degli anni le squadre della IHL funsero da vivaio per le franchigie della National Hockey League insieme a quelle della American Hockey League. Dopo 56 stagioni nel 2001 alcuni problemi finanziari costrinsero la lega a cessare le attività; sei squadre fra quelle rimaste si unirono dalla stagione successiva alla AHL.

## Storia

### Primi anni
La IHL fu fondata nel dicembre del 1945 e inizialmente era formata da quattro squadre disposte lungo il confine fra le città di  Detroit e di Windsor. Nel 1947 si aggiunse una squadra di Toledo, nell'Ohio, mentre l'anno dopo si aggiunsero quattro squadre provenienti da altre città statunitensi. L'espansione durò per poco e già nella stagione 1949-50 la lega era ritornata ai vecchi confini di Detroit e di Windsor, con l'aggiunta di centri canadesi come Sarnia e Chatham. Dopo il ritiro della squadra di Windsor nel 1950 ricominciò l'espansione negli Stati Uniti, con il ritorno di Toledo e la creazione di nuove squadre a Grand Rapids (1950), Troy, (1951), Cincinnati (1952), Fort Wayne (1952) e Milwaukee (1952). Nello stesso anno si ritirò l'ultima squadra proveniente dal Canada, i Chatham Maroons. Nel 1953 arrivarsono tre nuove città americane. Nel corso degli anni 1950 il numero delle squadre oscillò fra le 5 e le 9 formazioni, prima di una nuova grande espansione nel 1959. Per la stagione 1962-63 ritornarono brevemente due squadre canadesi, i Windsor Bulldogs e il ritorno dei Chatham Maroons. Dopo il loro ritiro non ci sarebbe stata più una formazione del Canada fino al 1996.

### Espansione e successo
A partire dalla fine degli anni 1960 la qualità della IHL crebbe sempre più fino a raggiungere a metà degli anni settanta quella della American Hockey League, prima lega professionistica affiliata alla National Hockey League. A partire da allora alcune franchigie della NHL scelsero come loro farm team principali alcune formazione della IHL. Nel 1984 la lega assorbì le formazioni sopravvissute alla chiusura della Central Hockey League.
Verso la fine degli anni ottanta la IHL si aprì a nuovi mercati come quelli di Atlanta, Cincinnati, Cleveland, Denver, Houston, Indianapolis, Kansas City, Las Vegas, Minneapolis Saint Paul, Orlando, Phoenix, Salt Lake City, San Antonio, San Diego e San Francisco. Molte di queste realtà in passato avevano avuto una franchigia in World Hockey Association o direttamente una della NHL, inoltre la IHL aggiunse squadre in città già sedi di formazioni della NHL come Chicago, Detroit e Long Beach (vicino a Los Angeles). A metà degli anni novanta le squadre di Atlanta e di Minneapolis–Saint Paul si trasferirono a Québec e a Winnipeg, riportando la lega in Canada e colmando il vuoto lasciato dalla partienza dei Quebec Nordiques e dei Winnipeg Jets.

### Declino e chiusura
Secondo alcune fonti l'espansione della IHL verso i mercati già serviti dalla NHL sarebbe stata una strategia per poter entrare direttamente in concorrenza con la principale lega mondiale, soprattutto quando il lock-out nel 1994 minacciò la cancellazione dell'intera stagione NHL. Tuttavia nella stagione 1995-96 il salary cap della IHL era di soli 1,5 milioni di dollari, mentre il monte ingaggi più basso della NHL era pari a 11,4 milioni di dollari.
Come conseguenza molti club NHL ritornarono all'affiliazione con franchigie della AHL, in particolare nella stagione 1997-98 solo 4 delle 18 formazioni della IHL erano legate a squadre della NHL. A causa delle tasse per la creazione di nuove squadre, costrette a sborsare fino ad 8 milioni di dollari, l'aumento esponenziale dei costi per i viaggi e il ritorno della NHL a mercati fino ad allora in mano alla IHL, la grande espansione della lega causò seri problemi finanziari, fino alla cessazione della attività al termine della stagione 2000-01.
Sei franchigie della IHL (Chicago Wolves, Grand Rapids Griffins, Houston Aeros, Utah Grizzlies, Milwaukee Admirals e Manitoba Moose) furono ammesse in AHL come expansion team per la stagione 2001-02, e fra di esse vi furono le vincitrici delle tre edizioni successive della Calder Cup. I Cincinnati Cyclones furono invece ammessi nella lega minore della ECHL. I Orlando Solar Bears (ultimi campioni della IHL) e i Kansas City Blades non furono ammessi in AHL poiché il loro proprietario, Rich DeVos, era già in controllo dei Griffins, e secondo le norme della AHL un proprietario poteva possedere solo una franchigia. Le altre due squadre della IHL, i Cleveland Lumberjacks e i Detroit Vipers, chiusero i battenti nel 2001.
Due delle ex-squadre della IHL confluite nella AHL si sono trasferite, gli Utah Grizzlies nel 2007 si sono spostati a Cleveland dove sono diventati i Lake Erie Monsters, mentre i Manitoba Moose nel 2011 si sono spostati a St. John's divenendo i St. John's IceCaps. Dall'altra parte due ex-franchigie della IHL sono ripartite in ECHL, ovvero gli Utah Grizzlies (precedentemente noti come Lexington Men O' War) nel 2005 e l'expansion team degli Orlando Solar Bears nel 2012. Anche i Worcester IceCats trasferendosi a Peoria nel 2005 hanno ripreso il nome di una vecchia squadra della IHL, i Peoria Rivermen.

## Titoli IHL vinti per franchigie
| Franchigia              | Titoli | Anni                         |
| ----------------------- | ------ | ---------------------------- |
| Cincinnati Mohawks      | 5      | 1953, 1954, 1955, 1956, 1957 |
| Fort Wayne Komets       | 4      | 1963, 1965, 1973, 1993       |
| Toledo Goaldiggers      | 4      | 1975, 1978, 1982, 1983       |
| Muskegon Lumberjacks    | 4      | 1962, 1968, 1986, 1989       |
| Toledo Mercurys         | 3      | 1948, 1951, 1952             |
| Port Huron Flags        | 3      | 1966, 1971, 1972             |
| Dayton Gems             | 3      | 1969, 1970, 1976             |
| Detroit Hettche         | 2      | 1947, 1949                   |
| St. Paul Saints         | 2      | 1960, 1961                   |
| Toledo Blades           | 2      | 1964, 1967                   |
| Saginaw Gears           | 2      | 1977, 1981                   |
| Kalamazoo Wings         | 2      | 1979, 1980                   |
| Peoria Rivermen         | 2      | 1985, 1991                   |
| Salt Lake Golden Eagles | 2      | 1987, 1988                   |
| Utah Grizzlies          | 2      | 1995, 1996                   |
| Chicago Wolves          | 2      | 1998, 2000                   |
| Detroit Auto Club       | 1      | 1946                         |
| Chatham Maroons         | 1      | 1950                         |
| Indianapolis Chiefs     | 1      | 1958                         |
| Louisville Rebels       | 1      | 1959                         |
| Des Moines Capitols     | 1      | 1974                         |
| Flint Generals          | 1      | 1984                         |
| Indianapolis Ice        | 1      | 1990                         |
| Kansas City Blades      | 1      | 1992                         |
| Atlanta Knights         | 1      | 1994                         |
| Detroit Vipers          | 1      | 1997                         |
| Houston Aeros           | 1      | 1999                         |
| Orlando Solar Bears     | 1      | 2001                         |

## Trofei e premi
| Trofeo                           | Stagioni  | Assegnato a                                                                                         |
| -------------------------------- | --------- | --------------------------------------------------------------------------------------------------- |
| Turner Cup                       | 1945-2001 | Campioni dei playoff IHL.                                                                           |
| Fred A. Huber Trophy             | 1945-2001 | Vincitori della stagione regolare.                                                                  |
| Commissioner's Trophy            | 1984-2001 | Allenatore dell'anno.                                                                               |
| Leo P. Lamoureux Memorial Trophy | 1946-2001 | Miglior marcatore. Noto come "George H. Wilkinson Trophy" (1946-1960).                              |
| James Gatschene Memorial Trophy  | 1946-2001 | Miglior giocatore per sportività                                                                    |
| Norman R. "Bud" Poile Trophy     | 1988-2001 | MVP dei Playoff.                                                                                    |
| Gary F. Longman Memorial Trophy  | 1961-2001 | Rookie dell'anno. Noto come "Leading Rookie Award" (1961-1967).                                     |
| Ken McKenzie Trophy              | 1977-2001 | Rookie statunitense dell'anno.                                                                      |
| Governor's Trophy                | 1964-2001 | Miglior difensore. Noto come "Larry D. Gordon Trophy" (1998-2001).                                  |
| James Norris Memorial Trophy     | 1955-2001 | Portiere con la media gol subiti minore.                                                            |
| John Cullen Award                | 1996-2001 | Miglior giocatore ritornato in attività. Noto come "Comeback Player of the Year Award" (1996-1998). |
| Ironman Award                    | 1988-2001 | Giocatore più resistente e longevo.                                                                 |
| IHL Man of the Year              | 1992-2001 | Miglior giocatore al servizio della comunità. Anche noto come "I. John Snider, II Trophy."          |